# Hexagonalia brucei
Hexagonalia brucei is een krabbensoort uit de familie van de Trapeziidae. De wetenschappelijke naam van de soort is voor het eerst geldig gepubliceerd in 1973 door Serène.